# 北朝鮮によるテロ事件一覧
北朝鮮によるテロ事件一覧では北朝鮮が主導、関与してきたテロ事件を列挙する。北朝鮮は建国以来、日本人をはじめとした外国人の拉致や大韓航空機爆破事件などの様々なテロを繰り返してきた。

## 日本関係
- 北朝鮮による日本人拉致問題
- 九州南西海域工作船事件

この事件では海上保安官が負傷し、北朝鮮の工作船は海上保安庁の巡視船に銃撃を加えた。

## 韓国関係
- 朝鮮戦争

韓国の法律では内乱罪に当たる。
- 滄浪号ハイジャック事件
- 青瓦台襲撃未遂事件
- 李承福事件
- 大韓航空機YS-11ハイジャック事件
- 文世光事件
- ラングーン事件
- 金浦国際空港爆弾テロ事件
- 大韓航空機爆破事件
- 北朝鮮による韓国人拉致問題

## アメリカ合衆国関係
- 拉致

加瀬英明によると、2011年6月ワシントンにある北朝鮮人権委員会が、アメリカ人のモルモン教徒が2004年8月に中国雲南省において車で拉致され、ミャンマーを経由して北朝鮮へ連れていかれたと発表したこと、および彼はその記者会見の資料を入手したと述べた。これが事実なら、アメリカ人の北朝鮮拉致被害者の最初のケースとなる。

## その他
- レバノン人女性拉致事件